# Acridocarpus camerunensis
Acridocarpus camerunensis là một loài thực vật có hoa trong họ Malpighiaceae. Loài này được Nied. mô tả khoa học đầu tiên năm 1915.